# باسيل كيلي
باسيل كيلي (بالإنجليزية: Basil Kelly)‏ هو قاضي وسياسي بريطاني (وحمل سابقاً جنسية المملكة المتحدة لبريطانيا العظمى وأيرلندا)، ولد في 10 مايو 1920، وتوفي في 5 ديسمبر 2008 في باركشير في المملكة المتحدة بسبب مرض. انتخب عضو برلمان أيرلندا الشمالية وانتخب عضو مجلس الشورى البريطاني.